# Ángel Sagaseta de Ilurdoz Garraza
Ángel Sagaseta de Ilurdoz Garraza (Pamplona, 1 de marzo de 1784 - Pamplona, 22 de mayo de 1843) fue un abogado del Consejo Real de Navarra y el último síndico del reino de Navarra. 

## Biografía
Sus primeros estudios los realizó en las Escuelas Pías de Sos del Rey Católico y Zaragoza. Más tarde, en el Colegio Andresiano de Valencia, seminario concebido como una extensión de las Escuelas Pías, obtuvo el grado de bachiller por la Universidad de Valencia. En 1807 se graduó como licenciado y doctor en Leyes en la Universidad de Oñate. Tras sus estudios ejerció como abogado del Consejo Real de Navarra.
En 1814 ocupa uno de los dos cargos de síndico del Reino, ofreciendo sus labores de asesor letrado tanto a la Diputación del Reino como a las Cortes del Reino de Navarra cuando se reunían. Además de su preparación jurídica contó a su favor «el hecho de que "su conducta en todo el tiempo de la opresión francesa se halla libre de toda sospecha". También se citaba su conducta en el intento de asalto de la Ciudadela pamplonesa por parte de Espoz y Mina el 25 de septiembre de 1814.»
En las Cortes celebradas en 1817-1818 se le ratifica como síndico a perpetuidad tras una positiva valoración de tu labor y de la necesidad de disponer de asesores que elaboraran representaciones y dictámenes.Participó, por su cargo, en las sesiones de las Cortes celebradas entre el 24 de julio de 1828 y el 28 de marzo de 1829, convocatoria a Cortes que resultaría ser la última antes de la abolición del Reino.
En 1834, en el proceso de purgas de elementos carlistas entre los altos funcionarios de la Diputación, Cortes y Ayuntamientos, fue desterrado a Valencia. Nunca se le conoció simpatías por la insurrección carlista pero sí un ideario antiliberal y una rotunda firmeza ante las intromisiones del virrey de Navarra, Vicente Genaro de Quesada, marqués del Moncayo, en los asuntos que solo competían al Reino. Además su parentesco con Zumalacárregui y su amistad con Juan Antonio Zaratiegui Celigüeta, habituales en las tertulias de su casa, jugaron en su contra en esa decisión.
Se opone y critica abiertamente el proceso abolicionista del Reino de Navarra puesto en marcha por el constitucionalismo español. Primero por el Estatuto Real de 1834, convocatoria a Cortes Generales que representaba la anulación de las Cortes del Reino, después la Ley de Confirmación de Fueros de 1839 donde se imponía la "unidad constitucional" y por último la Ley de Modificación de Fueros de 1841 donde quedan definitivamente abolidas las instituciones y la soberanía navarras.
En sus escritos e informes hace una defensa de las instituciones del Reino, únicas legales y legítimas para cualquier modificación en las competencias y soberanía. Defiende que el régimen legal del Reino es, en sí mismo, constitucional, la unidad constitucional impuesta es una suplantación, una constitución ajena al Reino que supone la destrucción del mismo.

## Obras publicadas
- Fueros fundamentales del Reino de Navarra y defensa legal de los mismos. Pamplona, imp. Francisco Erasun, 1840.[5] Fue redactado tras la aprobación de la Ley de Confirmación de Fueros de 25 de octubre de 1839 habiendo sacado una primera edición publicada en Valencia el 21 de diciembre de 1839.[4]